# Iglesia de San Ambrosio (París)
La iglesia Saint-Ambroise es una iglesia situada en el 11.º arrondissement de París.

## Historia

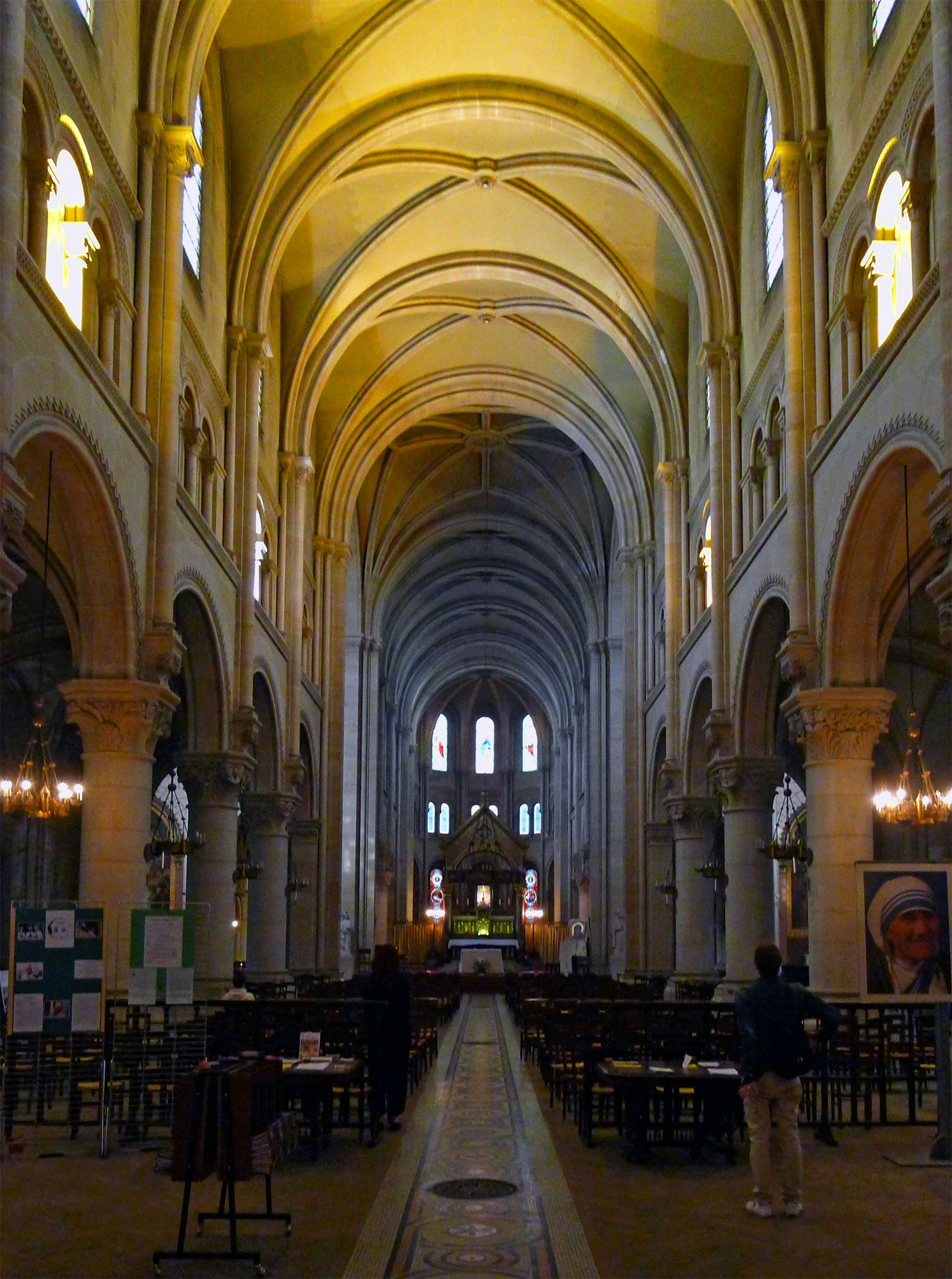
Nave principal

Construida entre 1863 y 1869, fue un proyecto del arquitecto Théodore Ballu y mezcla los estilos neogótico y neorrománico. Está catalogada como Monumento Histórico desde 1978. El 18 de marzo de 1996 fue ocupada por trescientos inmigrantes africanos en situación irregular que reclamaban su regularización; estos fueron desalojados por la policía el 22 de marzo.